# مستودع

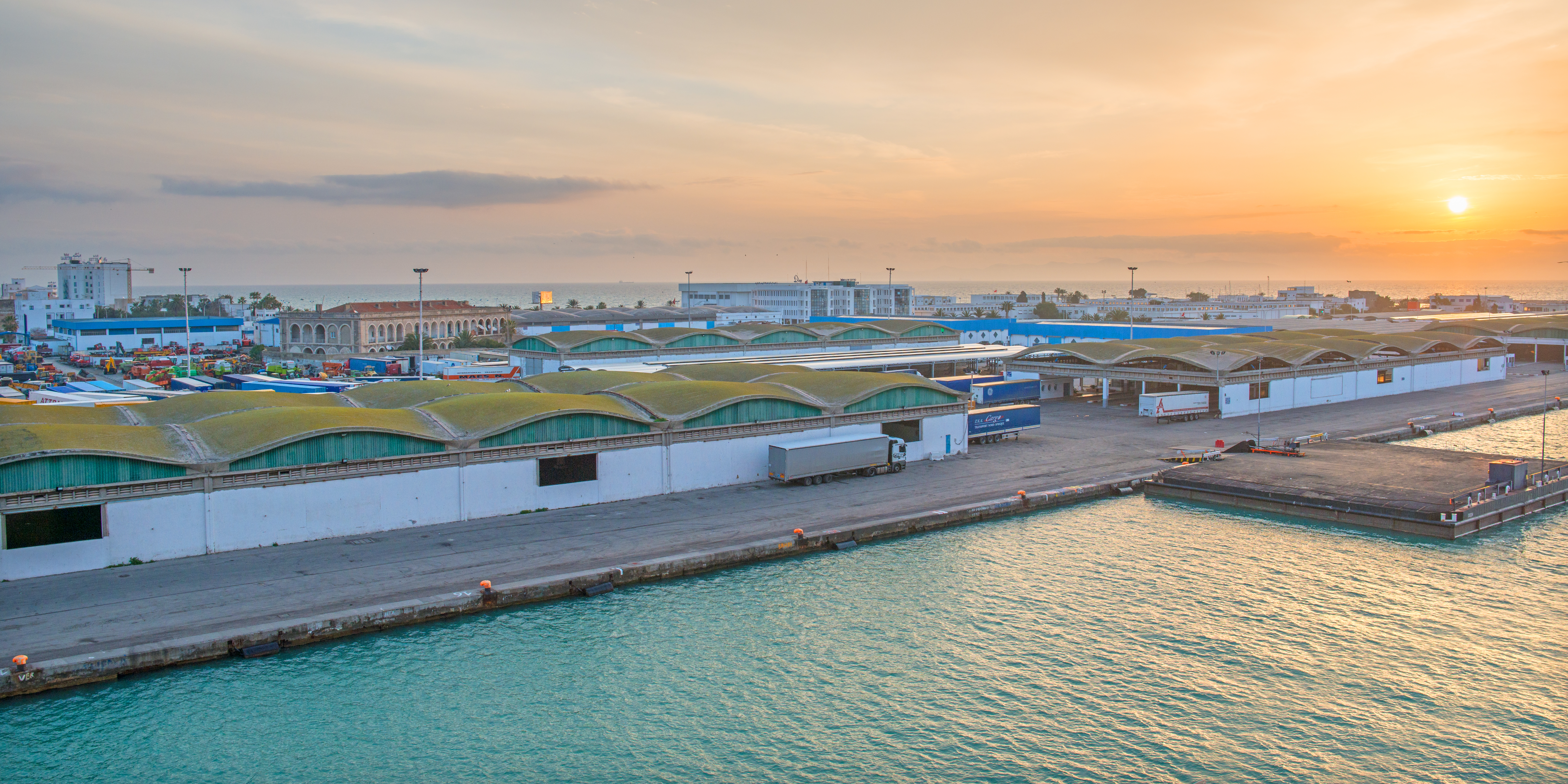
مخازن في تونس.

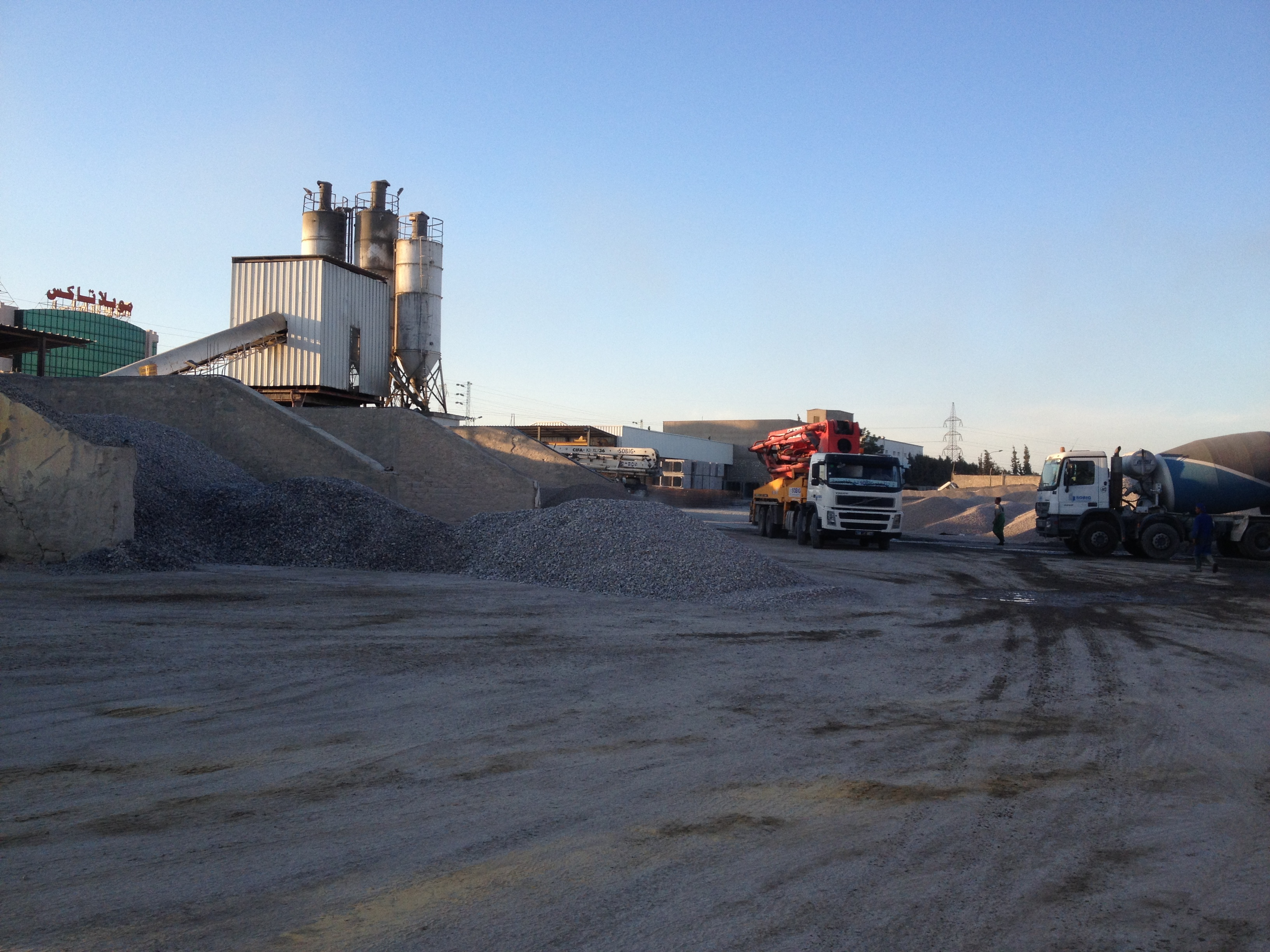
المستودع بشكل عام أي منطقة مجهزة للتخزين، هنا مستودع مواد بناء.

المستودع أو المخزن هو أي مبنى تجاري لتخزين البضائع. وتستخدم المستودعات بواسطة المصنعين الموردين، المصدرين، بائعي الجملة، أعمال النقليات والجمارك. وتكون عادة مباني كبيرة منبسطة في المناطق الصناعية. وتتزود غالبا بمنصات تحميل لشحن وتفريغ البضائع من الشاحنات.
و يتم أحيانا تحميل وتنزيل البضائع مباشرة من سكك الحديد، المطارات، أو الموانئ. وغالبا ما يكون هناك الآت رافع ورافعات شوكية لتحريك البضائع، والتي عادة ما ترتب وفقا لمواصفات المنظمة الدولية للمعايير (بالإنجليزية: ISO)‏.

## التعليم
هناك عدد قليل من المنظمات غير الربحية التي تركز على نقل المعرفة والتعليم والبحث في مجال إدارة المستودعات ودورها في دعم سلسلة توريد البضائع. يعمل مجلس التعليم والبحث في المستودعات والرابطة الدولية للوجيستيات المستودعات في إلينوي، الولايات المتحدة الأمريكية جميعها على توفير الشهادات المهنية وبرامج التعليم المستمر للصناعة في البلاد. كما تمتلك الكلية الأسترالية للتدريب برامج ممولة من الحكومة لتوفير التطوير الشخصي والتدريب المستمر في شهادات التخزين إلى مستوى (الدبلوم)، وتعمل في أستراليا الغربية وجهاً لوجه أو عبر الإنترنت على نطاق واسع للدورات التدريبية.

## السلامة
يحتوي التخزين على تحديات فريدة من نوعها جرى تمييزها من قبل المعهد الوطني للسلامة والصحة المهنية باعتباره قطاعاً صناعياً ذا أولوية في أجندة البحوث المهنية الوطنية (NORA) لتحديد وتوفير استراتيجيات التدخل فيما يتعلق بقضايا الصحة والسلامة المهنية. يتطلب إنشاء مستودع آمن منتج ويحتوي على ثقافة السلامة تعزيز هذه الثقافة من قبل المديرين على جميع المستويات وخاصةً المديرين التنفيذيين والمالكين لهذه المستودعات.
يبدأ بإنشاء بيئة عمل آمنة بخطة سلامة تغطي جميع أجزاء المستودع وتنطبق على جميع الموظفين. يجب أن يتوقع المالكون والمديرون للمستودعات تخصيص موارد الوقت والمال من أجل السلامة وإدراج هذه التكاليف عن طيب خاطر في الميزانية الإجمالية.
يجب أن يتذكر أصحاب العمل دائماً أن الموظفين الأمناء هم أكثر إنتاجية ومن المرجح أن يكونوا مخلصين للشركة. إذا كان أصحاب العمل يعتنون بالموظفين، فسيقوم الموظفون بدورهم بالاعتناء بوظائفهم وأدائها بالشكل المطلوب.
تعد العلامات والملصقات الطريقة الأكثر فاعلية من حيث التكلفة ومن حيث الحفاظ على المستودع الخاص بك منظماً وآمناً من المواقف الخطرة. كما يجب إجراء تدريب وتفتيش منتظمين للتأكد من أن جميع الموظفين على استعداد ودراية بعمليات السلامة من الحرائق وأن جميع تدابير السلامة متوفرة وتعمل على النحو المطلوب.

## عمليات نقل السلع من المستودعات
تتيح أرصفة تحميل الشاحنات في شركة (كويفونين) هلسنكي، فنلندا، مكانًا مخصصًا لتخزين البضائع، على سبيل المثال لإنشاء حمولة كاملة قبل النقل أو الاحتفاظ بالسلع غير المحملة قبل القيام بالمزيد من التوزيع، أو تخزين البضائع مثل النبيذ والجبن التي تتطلب وقتًا للنضوج (أي تخزينها لفترات طويلة). كمكان للتخزين، يجب أن يكون المستودع آمناً مريحاً وواسعاً قدر الإمكان، ووفقاً لموارد المالك والموقع الجغرافي وتكنولوجيا البناء المعاصرة. قبل تطور التكنولوجيا الميكانيكية، كانت وظائف المستودعات تعتمد على العمالة البشرية لإنجازها، باستخدام وسائل رفع ميكانيكية مثل أنظمة البكرات.عند تقسيمها، تغطي عمليات المستودعات عدداً من المجالات المهمة، من عمليات الاستلام والتنظيم والتوزيع والتنفيذ، تشمل هذه المهام:
- استلام البضائع
- توزيع البضائع
- تنظيم السلع وتخزينها
- إرفاق حلول تتبع أصول الحماية مثل (الباركود)
- تكامل وصيانة برنامج تتبع إلكتروني، مثل نظام إدارة المستودعات
- الإشراف على دمج التكنولوجيا الجديدة
- اختيار طرق الانتقاء داخل المستودع
- إنشاء ممارسات الفرز والتعبئة
- صيانة مرافق المستودعات باستمرار
- تطوير تصاميم الأرفف والبنية التحتية للمستودعات[10]

### أنظمة التخزين والشحن
بعض أنظمة تخزين المستودعات الأكثر شيوعاً:
1. منصة خشبية أو معدنية توضع عليها السلع لتخزينها ونقلها وتسهل عملية انتقاء ودفع وضغط السلع.
2. الأرفف الكابولية (الدعامة البارزة) تستخدم الأذرع بدلاً من المنصات لتخزين الأشياء الرفيعة الطويلة مثل الأخشاب.
3. يضيف (الميزانين) الطابق الأوسط تخزينًا شبه دائم داخل المستودع.[11]
4. وحدات الرفع العمودية عبارة عن أنظمة معبأة بأدراج مرتبة رأسياً مخزنة على جانب الوحدة.

## طبيعة البضائع المخزنة
تشمل البضائع المخزنة المواد الأولية، المركبات، البضائع الجاهزة المرتبطة بالزراعة، التصنيع أو التجارة.
وفقا لنشاطات الشركة ممكن أن نجد المواد التالية:
- أنشطة إنتاجية:
  - المواد الخام، والمنتجات نصف المصنعة المخصصة لأجل السيطرة على عملية الإنتاج (سواء الشركة أو عملائها: حالة المستودعات المتطورة لموردي السيارات، على سبيل المثال)
  - التعبئة والتغليف
  - بالإضافة إلى المنتجات النهائية المعدة للعملية التجارية.
- أنشطة تجارية وتفاوضية :
  - المنتجات التي اشترتها الشركة، والتي لن تتعرض لأي تحول لغرض بيعها
  - قطع الغيار في حالة نشاطات بعد البيع.

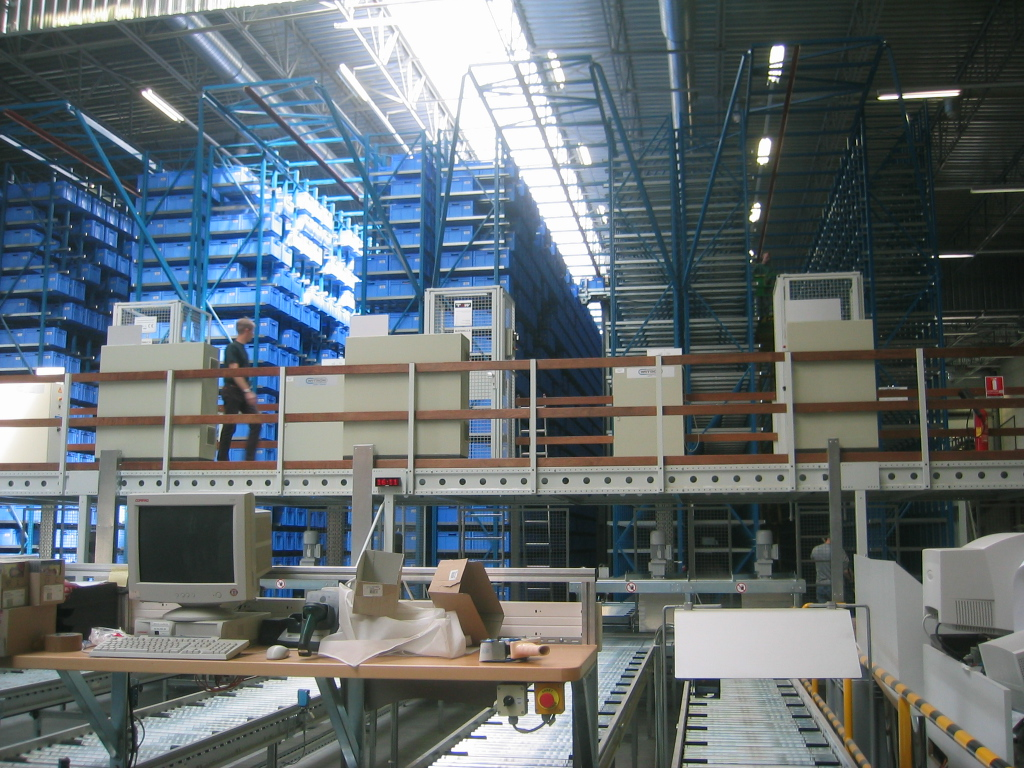
مستودع تخزين أوتوماتيكي للأجزاء الصغيرة